# Hastings—Peterborough
Pour les articles homonymes, voir Hastings et Peterborough.
Circonscription électorale fédérale du Canada
Hastings—Peterborough est une circonscription électorale fédérale de l'Ontario, représentée de 1925 à 1953.
La circonscription d'Hastings—Peterborough est créée en 1924 avec des parties d'Hastings-Est et de Peterborough-Est. Abolie en 1952, elle est redistribuée parmi Hastings—Frontenac et Peterborough.

## Géographie
En 1924, la circonscription d'Hastings—Peterborough comprenait:
- Une partie du comté de Peterborough:
  - Les cantons d'Astruther, Burleigh (en), Dummer (en) et Asphodel
- Une partie du comté d'Hastings
  - Les cantons de Rawdon (en), Huntingdon, Madoc (en) et Elzevir (en)

## Députés
| Législature                                                       | Années                                                            | Député                                                            | Député                                                            | Parti                                                             |
| Hastings—Peterborough issue d'Hastings-Est et de Peterborough-Est | Hastings—Peterborough issue d'Hastings-Est et de Peterborough-Est | Hastings—Peterborough issue d'Hastings-Est et de Peterborough-Est | Hastings—Peterborough issue d'Hastings-Est et de Peterborough-Est | Hastings—Peterborough issue d'Hastings-Est et de Peterborough-Est |
| ----------------------------------------------------------------- | ----------------------------------------------------------------- | ----------------------------------------------------------------- | ----------------------------------------------------------------- | ----------------------------------------------------------------- |
| 15e                                                               | 1925–1926                                                         |                                                                   | Alexander Thomas Embury                                           | Conservateur                                                      |
| 16e                                                               | 1926–1930                                                         |                                                                   | Alexander Thomas Embury                                           | Conservateur                                                      |
| 17e                                                               | 1930–1935                                                         |                                                                   | Alexander Thomas Embury                                           | Conservateur                                                      |
| 18e                                                               | 1935–1940                                                         |                                                                   | Rork Scott Ferguson                                               | Libéral                                                           |
| 19e                                                               | 1940–1945                                                         |                                                                   | George Stanley White                                              | Gouvernement national                                             |
| 20e                                                               | 1945–1949                                                         | Progressiste-conservateur                                         | George Stanley White                                              |                                                                   |
| 21e                                                               | 1949–1953                                                         | Progressiste-conservateur                                         | George Stanley White                                              |                                                                   |
| Circonscription dissoute parmi Hastings—Frontenac et Peterborough |                                                                   |                                                                   |                                                                   |                                                                   |